# Sebastian Ziani de Ferranti
Sebastian Pietro Innocenzo Adhemar Ziani de Ferranti (Liverpool, 9 de abril de 1864 — Zurique, 13 de janeiro de 1930) foi um engenheiro britânico.

## Patentes
- "Patente E.U.A. 341 097 Unipolar dynamo electric machine".